# Rankin County
Rankin County är ett administrativt område i delstaten Mississippi, USA. År 2010 hade countyt 141 617 invånare. Den administrativa huvudorten (county seat) är Brandon. 

## Geografi
Enligt United States Census Bureau har countyt en total area på 1 088 km². 1 005 km² av den arean är land och 83 km² är vatten. 

### Angränsande countyn
- Madison County - nord
- Scott County - öst
- Smith County - sydost
- Simpson County - syd
- Hinds County - väster

### Städer och samhällen
- Cities
  - Brandon
  - Flowood
  - Jackson (även Hinds County och Madison County)
  - Pearl
  - Richland

- Towns
  - Florence
  - Pelahatchie

- Villages
  - Puckett